# Freddy Schauwecker
Freddy Schauwecker (1943) è un musicista tedesco.

## Biografia
Schauwecker discende da una famiglia di musicisti e si entusiasma già da ragazzo per il Jazz di New Orleans; alla fine degli anni 1950 impara a suonare il trombone Jazz. I suoi idoli ed esempi musicali sono Kid Ory e Chris Barber.  Dopo la scuola d´obbligo segue una formazione pubblicitaria. Dopo il servizio nelle forze armate federali lavora a Düsseldorf per una grande impresa inglese di industria farmaceutica come direttore pubblicitario, in seguito come Manager di Marketing nel campo della comunicazione per un'impresa americana di processo tecnologico a livello mondiale.
Nel 1962 diventa un musicista amatoriale attivo; spesso suona con Udo Lindenberg, quando agli inizi della sua carriera vive da lui. Nel 1968 fonda il gruppo „ The Jolly Jazz Orchestra", che tuttora esiste e si consacra al Dixieland e allo Swing. Dopo la pubblicazione di un singolo nel 1975 seguono altri tredici album, che porteranno il gruppo a fare concerti all´estero come nelle Azzorre, nelle Isole Canarie e in Cina.
Negli ultimi anni Schauwecker si intrattiene con musicisti e testimoni contemporanei del Jazz tradizionale e raccoglie informazioni, che lui presenta nella stampa specializzata e nel suo libro "So war's wirklich" (2013).